# 三光院 (朝霞市)
三光院（さんこういん）は、埼玉県朝霞市にある真言宗智山派の寺院。

## 歴史
1608年（慶長13年）、永雅によって開山された。当寺の本尊は薬師如来である。薬師如来は衆生の病苦を救済する如来であるが、当寺では特に眼の病気を治すご利益があるとされ、多くの人々が参詣した。
明治期には、現在の朝霞市立朝霞第三小学校の前身である「新盛小学校」が置かれていた。

## 交通アクセス
- 北朝霞駅より徒歩7分。